# Fernand Cormon

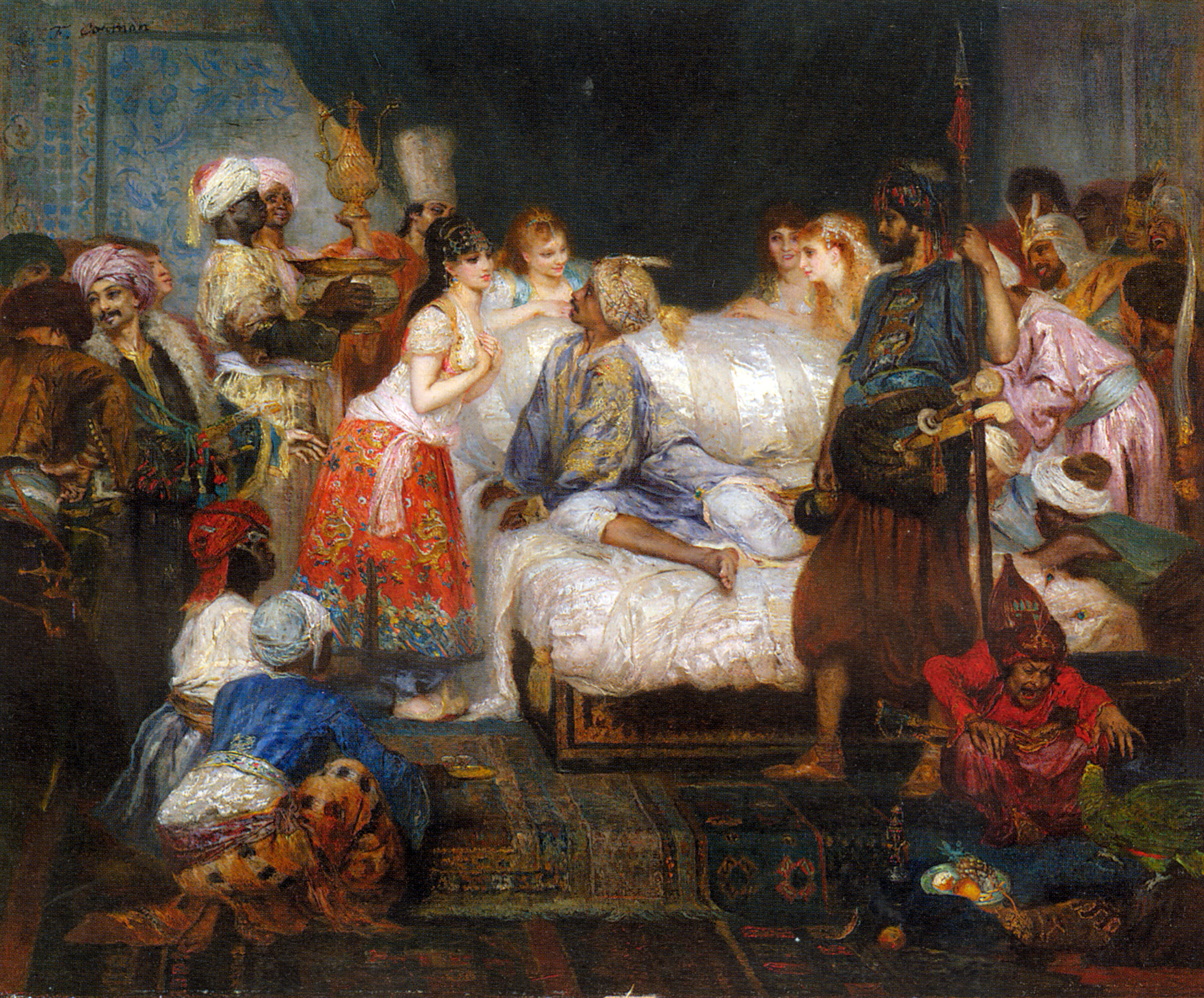
Harem (scena z Tysiąca i jednej nocy) (po 1877)

Fernand-Anne Piestre Cormon (ur. 24 grudnia 1845 w Paryżu, zm. 20 marca 1924 tamże) – francuski malarz akademicki, dekorator i pedagog.

## Życiorys
Studiował w Brukseli u Jean-Francois Portaelsa, później w Paryżu u Alexandre Cabanela i Eugène’a Fromentina. Debiutował w Salonie w 1868. Początkowo wystawiał płótna przedstawiające dramatyczne sceny przemocy, takie jak Śmierć Rawany czy Mord w seraju. Później malował głównie sceny historyczne, religijne oraz portrety. W nurcie akademickiego historyzmu odtwarzał sceny z życia ludzi epoki kamiennej, ale i zdarzenia z historii nowożytnej (Bitwa pod Essling w 1809). Wykonał dekoracje (freski, plafony) w kilku paryskich budynkach użyteczności publicznej. W latach 1875–1877 mieszkał w Tunezji, dzięki czemu zainteresował się tematyką orientalną.
Cormon pozostał wierny zasadom akademizmu i do końca życia wystawiał w paryskim Salonie. Był profesorem École des Beaux-Arts i członkiem Académie des Beaux-Arts od 1898. W 1880 został odznaczony Legią Honorową V klasy.

### Uczniowie
Wykształcił licznych uczniów z kraju i zagranicy, później częstokroć sławniejszych i przerastających go talentem, byli wśród nich: Louis Anquetin, Armand Assus, Adolphe Beaufrère, Émile Bernard, Marius de Buzon, Émile Claro, Omer Désiré Bouchery, Jacques Bonneaud, George Hendrik Breitner, Ibrahim Çallı, Auguste-Elysée Chabaud, Eugéne-Louis Chayllery, Lucien-Victor Delpy, Paul Elie Dubois, Thorvald Erichsen, Augustin Ferrando, Constantin Font, Jules Fouqueray, Pierre Frailong, Jean Frélaut, Alphonse Germain-Thill, Charles Laval, Victor le Baube, Emmanuel Mané-Katz, Henri Marret, Henri Matisse, Louis Muraton, Alphonse Osbert, Nikołaj Roerich, Édouard-Marcel Sandoz, Chaim Soutine, Henri de Toulouse-Lautrec, Vincent van Gogh i Henri Villain.

## Wybrane prace

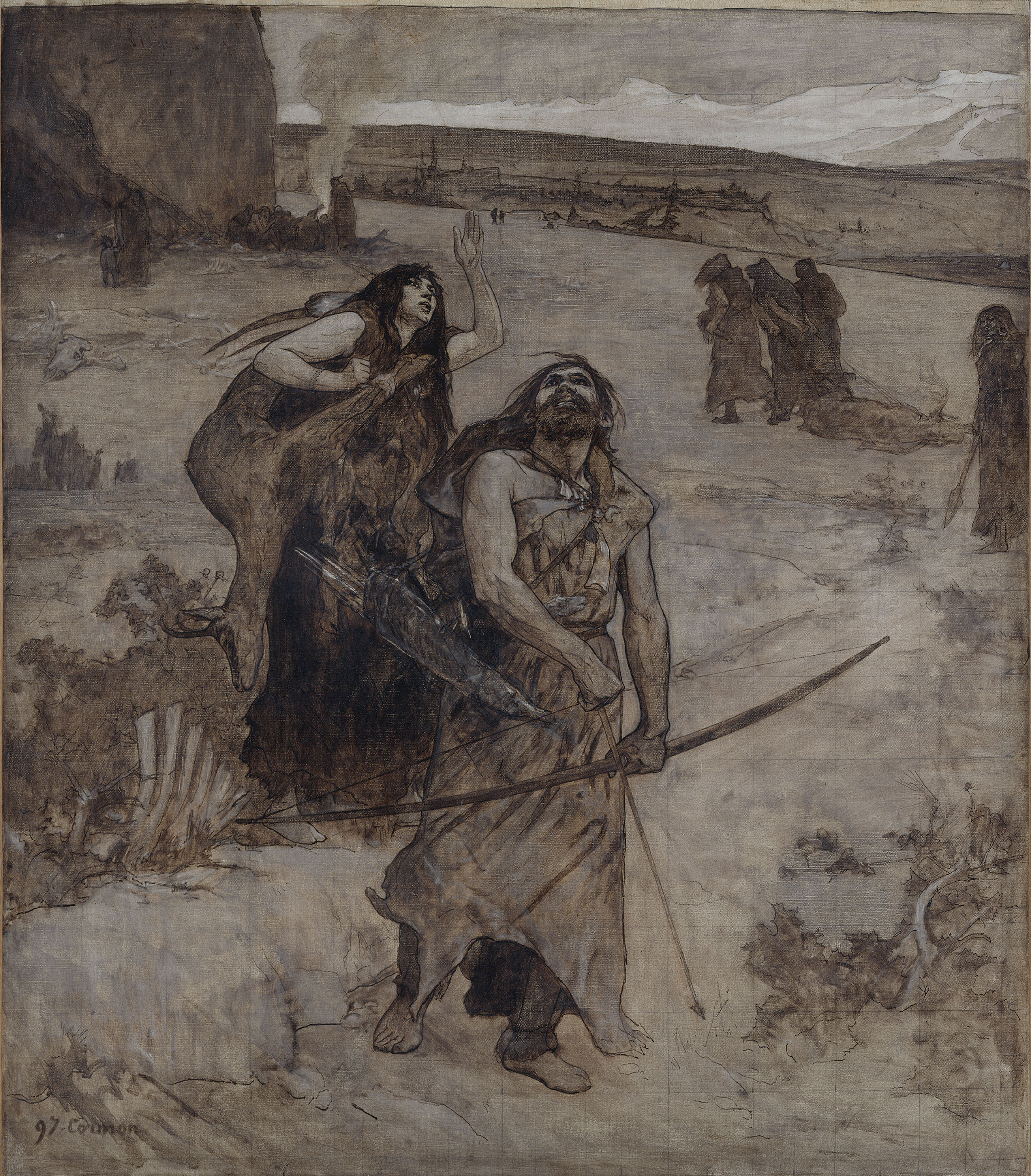
Polowanie (szkic dekoracji dla Muzeum Historii Naturalnej, 1897)

### Malarstwo
- 1875: Mort de Ravana (Śmierć Rawany)
- 1877: Jésus ressuscite la fille de Jaïre (Jezus wskrzeszający córkę Jaira)
- 1880: Caïn fuyant avec sa famille (Kain uciekający ze swą rodziną)
- 1884: Âge de pierre (Epoka kamienia)
- 1887: Les Vainqueurs de Salamine (Zwycięzcy spod Salaminy)
- 1891: Portrait de Gérôme (Portret J.-L. Gérôme’a)
- 1894: Une forge (Kuźnia)
- 1912: Gulliver chez les géantes (Guliwer u olbrzymów); Femme nue assise sur un divan (Naga kobieta na sofie)

### Dekoracje
- 1878: La Bienfaisance i L’Éducation, Paryż, Mairie du IVe arrondissement
- 1897/98: La Chasse i La Pêche, Paryż, Muzeum Historii Naturalnej
- 1901: dekoracje ścienne, Tours, Hôtel de Ville, sala ślubów
- 1911: Vision du Paris primitif, La Révolution française, Les Temps modernes, plafony, Paryż, Petit Palais

### Galeria

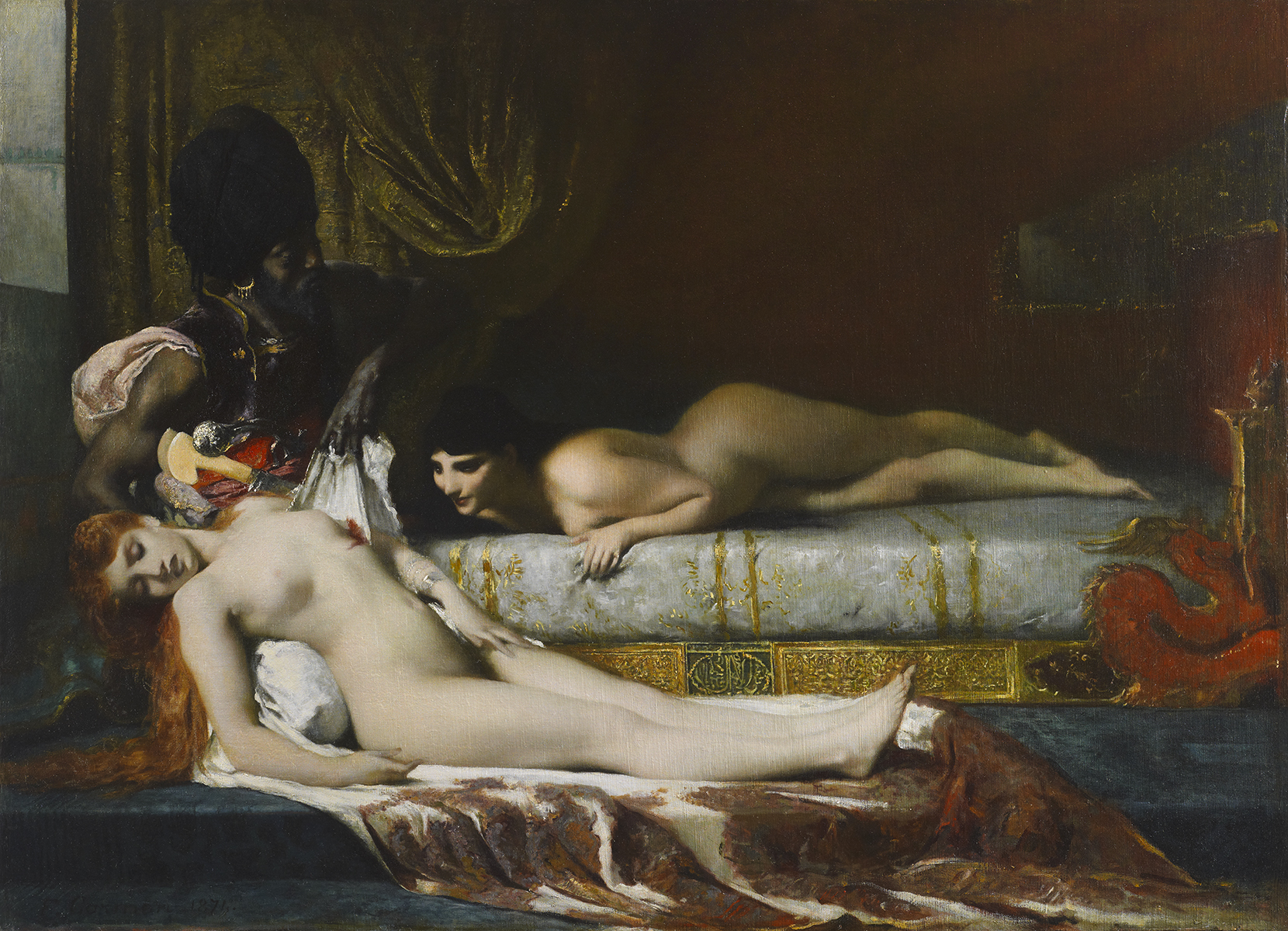
Meurtre au sérail (1874) Muzeum Sztuk Pięknych i Archeologii w Besançon
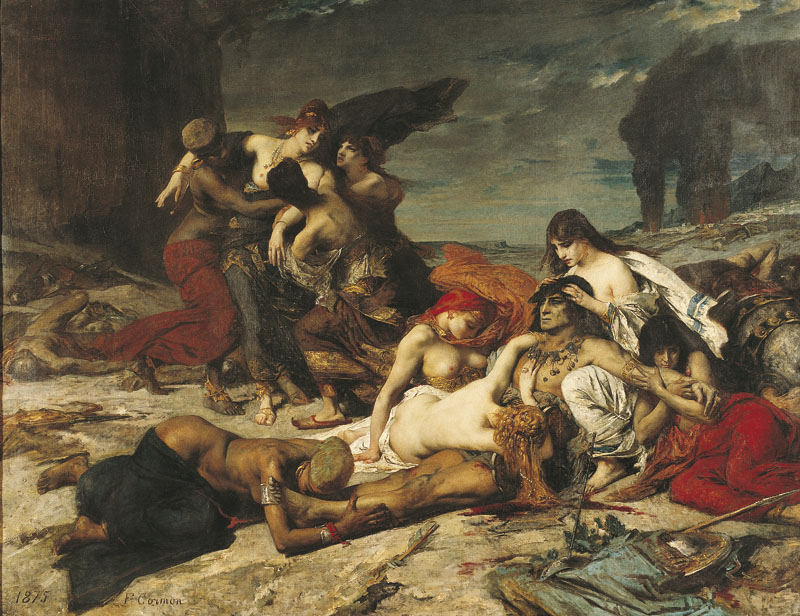
La Mort de Ravana (1875) Musée des Augustins
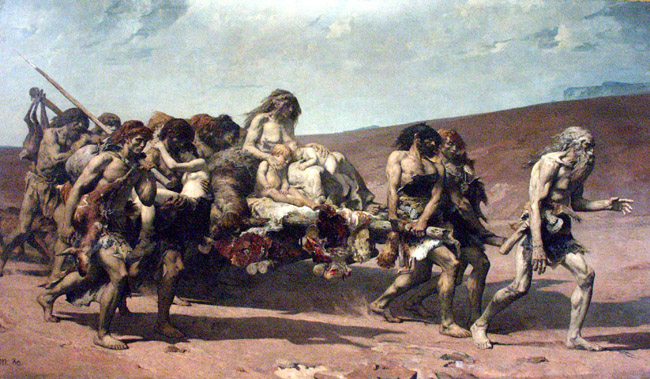
Caïn fuyant avec sa famille (1880) Musée d’Orsay
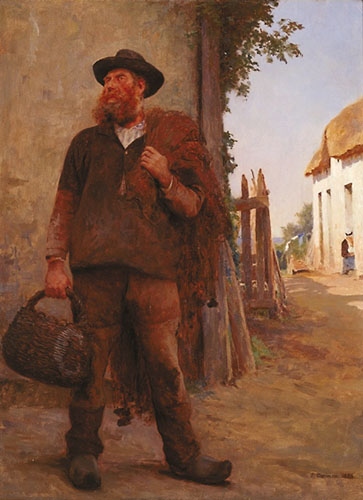
Avant la pêche (1888) Musée des Beaux-Arts de Quimper
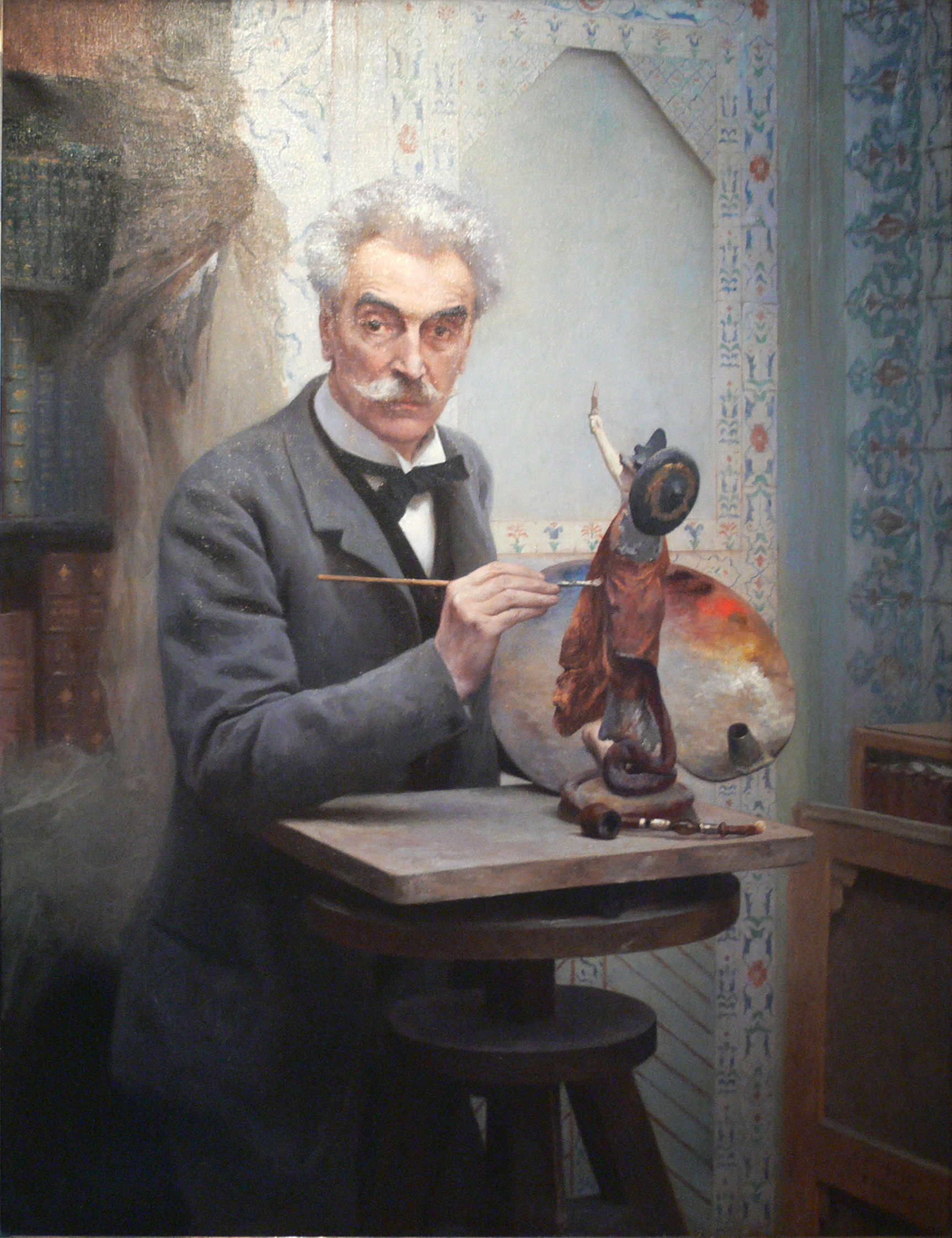
Le Sculpteur au travail (1891) Musée d’Orsay
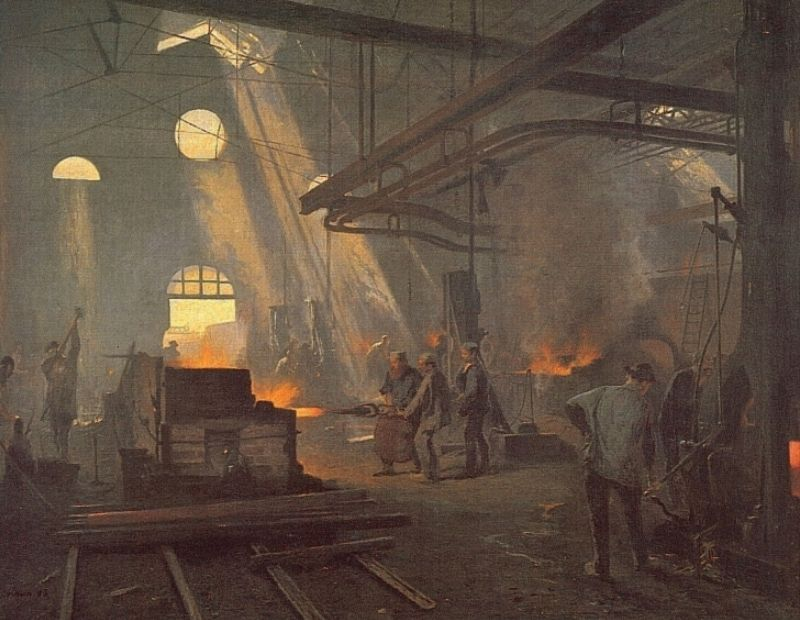
Une forge (1893) Musée d’Orsay